# Ácido 7-amino-4-hidroxinaftaleno-2-sulfônico
Ácido 7-amino-4-hidroxinaftaleno-2-sulfônico ou ácido 2-amino-5-naftol-7-sulfônico é o composto orgânico de fórmula C10H9NO4S e massa molecular 239,25. É classificado com o número CAS 87-02-5. É intermediário na síntese de diversos corantes. É chamado na indústria de corantes de  "ácido I" ou  "ácido J", sendo um dos chamados "ácidos de letras".